# District de Xiangcheng (Zhangzhou)
Pour les articles homonymes, voir Xiangcheng (homonymie).
Le district de Xiangcheng (芗城区 ; pinyin : Xiāngchéng Qū) est une subdivision administrative de la province du Fujian en Chine. Il est placé sous la juridiction de la ville-préfecture de Zhangzhou.